# Línia Tarragona-Reus-Lleida
La línia Tarragona-Reus-Lleida és una línia de ferrocarril catalana propietat de l'Administrador d'Infraestructures Ferroviàries (Adif) que connecta Tarragona amb Lleida travessant el Camp de Tarragona, la Conca de Barberà i la plana de Lleida. La línia comença a l'estació de Tarragona i acabava a l'estació de Lleida.
La línia és d'ample ibèric i doble via i els serveis que transcorren per la línia són de rodalia, regional i/o mercaderia. Actualment la major part de la línia transcorre paral·lela o a prop de la LAV Madrid-Barcelona.

## Característiques generals

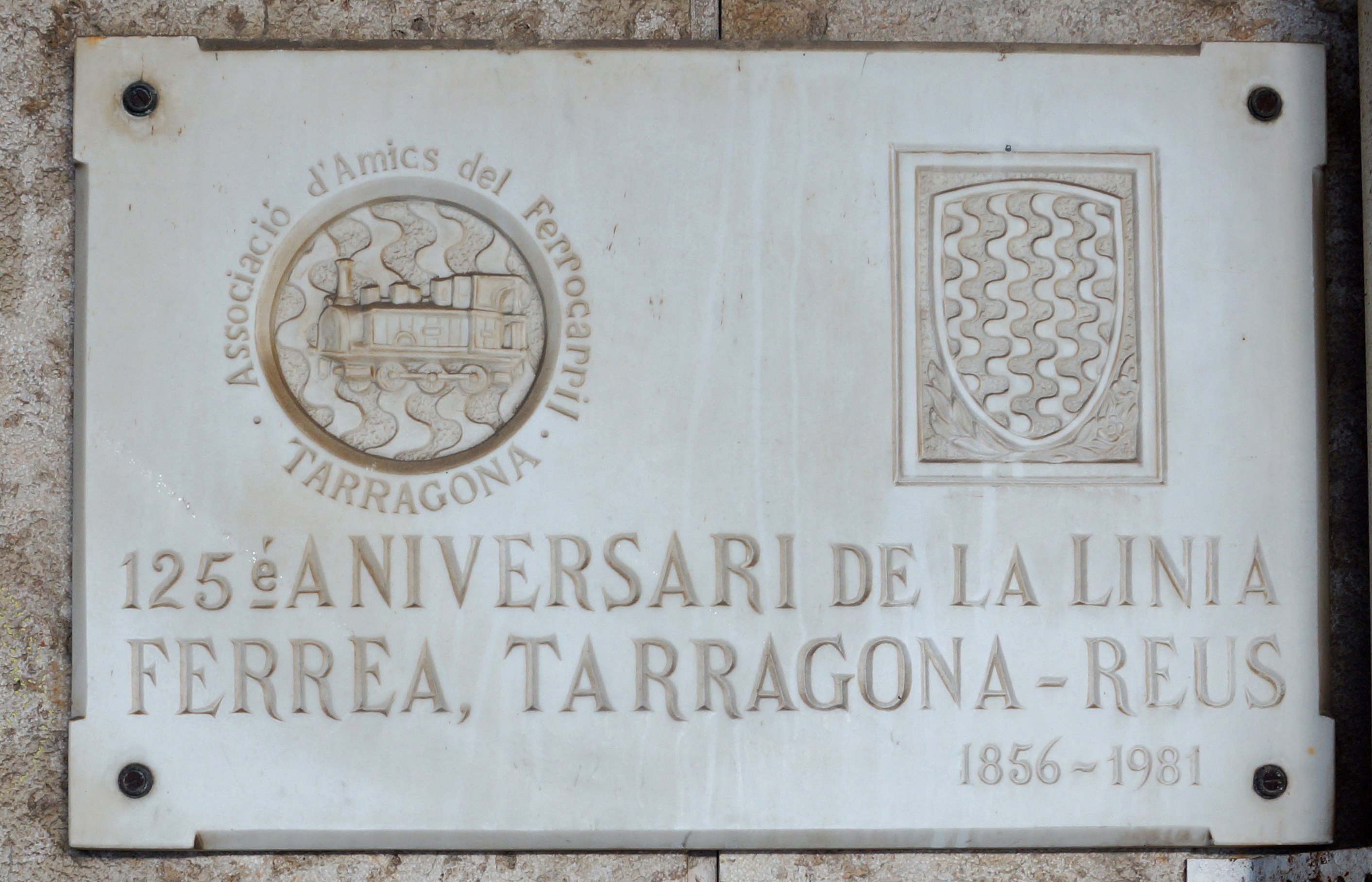
Placa commemoratiu del 125è aniversari de la línia el 1981

Aquesta línia parteix de l'estació de Tarragona on finalitza la Línia Barcelona-Martorell-Vilafranca-Tarragona i en sortir de la ciutat de Tarragona es bifurca de la línia Tarragona-Tortosa. A Reus enllaça amb la línia Reus-Casp i l'antiga línia Roda de Barà - Reus. Abans d'arribar a l'estació de la Plana - Picamoixons, la línia Barcelona-Vilanova-Valls s'uneix a la de Tarragona-Lleida. Finalment a Lleida conflueix amb les línies de Barcelona-Manresa-Lleida, Lleida - la Pobla de Segur i la LAV Madrid-Barcelona.

## Serveis ferroviaris
Per aquesta línia hi circulen trens de llarga distància i trens de mitjana distància com les línies R15 i Ca6 des de Tarragona fins a Reus per enllaçar amb la línia Reus-Casp; i la línia R14 via Reus en tot el tram de la línia i la línia R13 via Valls en el tram Picamoixons-Lleida, ambdós venen de Barcelona i es dirigeixen a Lleida.
També hi circulen els tren de la línia RT1 de Rodalies de Tarragona

## Història
La línia fou construïda per la Companyia del Ferrocarril de Lleida a Reus i Tarragona. El primer tram que s'inaugurà fou el de Tarragona-Reus el 1856.